# 富邦二軍
富邦悍將二軍為中華職棒富邦悍將的二軍球隊，總教練為後藤光尊。

## 歷史
二軍隊伍最早源起在興農時期的1996年和2001年，但當時僅是假性二軍，在2001年興農解約多名二軍球員後隨之解散。之後直到職棒20年（2009年）因僅存四隊，在僅剩興農未有二軍的情況下被迫成立，之後陸續找入羅松永、黃高俊、呂明賜等人擔任教練，甚將孫昭立擔任三軍教練處理選手復健事宜。2010年球季中改名為「楓康超市隊」。
2012年，因興農牛隊轉賣給義联集團而改名義大犀牛，二軍球隊隨之更名為「義大二軍」，並由前牛隊教練陳威志擔任總教練。成軍第一年便拿下二軍總冠軍。2017年10月24日，富邦集團旗下的創投子公司富邦育樂公告以新台幣3億元買下義大犀牛，更名為富邦悍將，而二軍球隊則改名為「富邦二軍」。

## 特殊事蹟
- 職棒33年（2022年）二軍年度總冠軍

## 外部連結
- 富邦二軍在台灣棒球維基館上的頁面（繁體中文）